# Poju Zabludowicz
Chaim "Poju" Zabludowicz, född 6 april 1953 i Helsingfors, Finland, är en finländsk miljardär, affärsman, konstsamlare och filantrop. Zabludowicz kallas ibland för Finlands rikaste man. Han bor i Storbritannien och är en av de 100 rikaste personerna i Europa.   

## Uppväxt
Chaim ("Poju") Zabludowicz föddes i Helsingfors, son till vapenindustrimannen Shlomo Zabludowicz, som byggde familjeföretaget runt Soltam, en israelisk försvarsentreprenör.
Han växte upp i Tammerfors, där han gick i Svenska Samskolan i Tammerfors. Han tog examen i ekonomi och statsvetenskap från universitetet i Tel Aviv.

## Karriär
Zabludowicz har lett globala förvaltningsbolaget Tamares Group sedan 1990. Företaget äger fastigheter i Las Vegas, New York, London och Israel. Han sitter i styrelserna för flera företag och organisationer, både inhemska och internationella.
Zabludowicz äger mindre än en fjärdedel av Tamhockey, som ansvarar för Tapparas hockeyverksamhet i Tammerfors, och är därmed Tapparas största ägare.

## Privatliv
Zabludowicz talar flytande finska, svenska, engelska, tyska, hebreiska och jiddisch.
Zabludowicz är gift med Anita Zabludowicz, född i Storbritannien, som år 2015 tilldelades den Brittiska imperieorden för sina  tjänster inom konsten. De har fyra barn.
Familjen Zabludowicz bor i London och äger flera fastigheter globalt, bland annat sommarstället Suvikunta på Sarfsalö, Lovisa, Finland.